# Karoliina Rantamäki
Karoliina Stina Margaretha Rantamäki (Vantaa, 23 febbraio 1978) è una hockeista su ghiaccio finlandese.

## Palmarès

### Olimpiadi
- Bronzo a Nagano 1998.
- Bronzo a Vancouver 2010.

### Mondiali
- Bronzo a Svizzera 2011.
- Bronzo a Svezia 2015.